# Seriana punjabensis
Seriana punjabensis är en insektsart som beskrevs av Dworakowska, Nagaich och Singh 1978. Seriana punjabensis ingår i släktet Seriana och familjen dvärgstritar. Inga underarter finns listade i Catalogue of Life.